# Paul de Smet de Naeyer
Paul de Smet de Naeyer (Gand, 13 maggio 1843 – Bruxelles, 9 settembre 1913) è stato un politico belga, Primo ministro del Belgio dal 1896 al 1899 e dal 1899 al 1907.
Esponente del partito cattolico, nacque da una famiglia di industriali del settore del cotone e fu a capo della Société Générale de Belgique.
Dal 1886 al 1908 ricoprì la carica di deputato in rappresentanza di Gand e Eeklo mentre a partire dal 1908 e fino al 1913 venne eletto nel Senato. Fu più volte ministro delle Finanze, dal 1894 al 1896 e poi nuovamente dal 1899 al 1907.
Nel 1899 venne nominato ministro di Stato e nel 1900 gli fu conferito il titolo di conte.